# Domfront-en-Champagne
Domfront-en-Champagne est une commune française, située dans le département de la Sarthe en région Pays de la Loire, peuplée de 1 062 habitants (les Domfrontais).
La commune fait partie de la province historique du Maine, et se situe dans la Champagne mancelle.

## Géographie

### Communes limitrophes
| Conlie | Mézières-sous-Lavardin | Sainte-Sabine-sur-Longève |
| Cures  | Domfront-en-Champagne  | La Chapelle-Saint-Fray    |
|        | Lavardin               | Aigné, La Milesse         |

### Lieux-dits et hameaux
Les lieux-dits sont :
- le Coudray
- le But
- Méavril
- Champ Blanc
- les Noyers
- la Vauvèle
- l'Hôtellerie
- la Bouglerie
- Vaulahart
- le Chénay
- les Croix
- les Vallées
- Gaigné
- l'Habit[Note 2]

### Climat
Pour des articles plus généraux, voir Climat des Pays de la Loire et Climat de la Sarthe.
En 2010, le climat de la commune est de type climat océanique altéré, selon une étude du CNRS s'appuyant sur une série de données couvrant la période 1971-2000. En 2020, Météo-France publie une typologie des climats de la France métropolitaine dans laquelle la commune est dans une zone de transition entre le climat océanique et le climat océanique altéré et est dans la région climatique  Moyenne vallée de la Loire, caractérisée par une bonne insolation (1 850 h/an) et un été peu pluvieux. 
Pour la période 1971-2000, la température annuelle moyenne est de 10,9 °C, avec une amplitude thermique annuelle de 14,3 °C. Le cumul annuel moyen de précipitations est de 750 mm, avec 12,2 jours de précipitations en janvier et 7,1 jours en juillet. Pour la période 1991-2020, la température moyenne annuelle observée sur la station météorologique de Météo-France la plus proche, sur la commune du Mans à 17 km à vol d'oiseau, est de 12,4 °C et le cumul annuel moyen de précipitations est de 693,4 mm,. Pour l'avenir, les paramètres climatiques de la commune estimés pour 2050 selon différents scénarios d'émission de gaz à effet de serre sont consultables sur un site dédié publié par Météo-France en novembre 2022.

## Urbanisme

### Typologie
Au 1er janvier 2024, Domfront-en-Champagne est catégorisée commune rurale à habitat dispersé, selon la nouvelle grille communale de densité à sept niveaux définie par l'Insee en 2022.
Elle est située hors unité urbaine. Par ailleurs la commune fait partie de l'aire d'attraction du Mans, dont elle est une commune de la couronne,. Cette aire, qui regroupe 144 communes, est catégorisée dans les aires de 200 000 à moins de 700 000 habitants,.

### Occupation des sols
L'occupation des sols de la commune, telle qu'elle ressort de la base de données européenne d’occupation biophysique des sols Corine Land Cover (CLC), est marquée par l'importance des territoires agricoles (86,1 % en 2018), en diminution par rapport à 1990 (87,8 %). La répartition détaillée en 2018 est la suivante : 
terres arables (46,1 %), prairies (32,5 %), forêts (10,2 %), zones agricoles hétérogènes (7,5 %), zones urbanisées (3,8 %). L'évolution de l’occupation des sols de la commune et de ses infrastructures peut être observée sur les différentes représentations cartographiques du territoire : la carte de Cassini (XVIIIe siècle), la carte d'état-major (1820-1866) et les cartes ou photos aériennes de l'IGN pour la période actuelle (1950 à aujourd'hui).

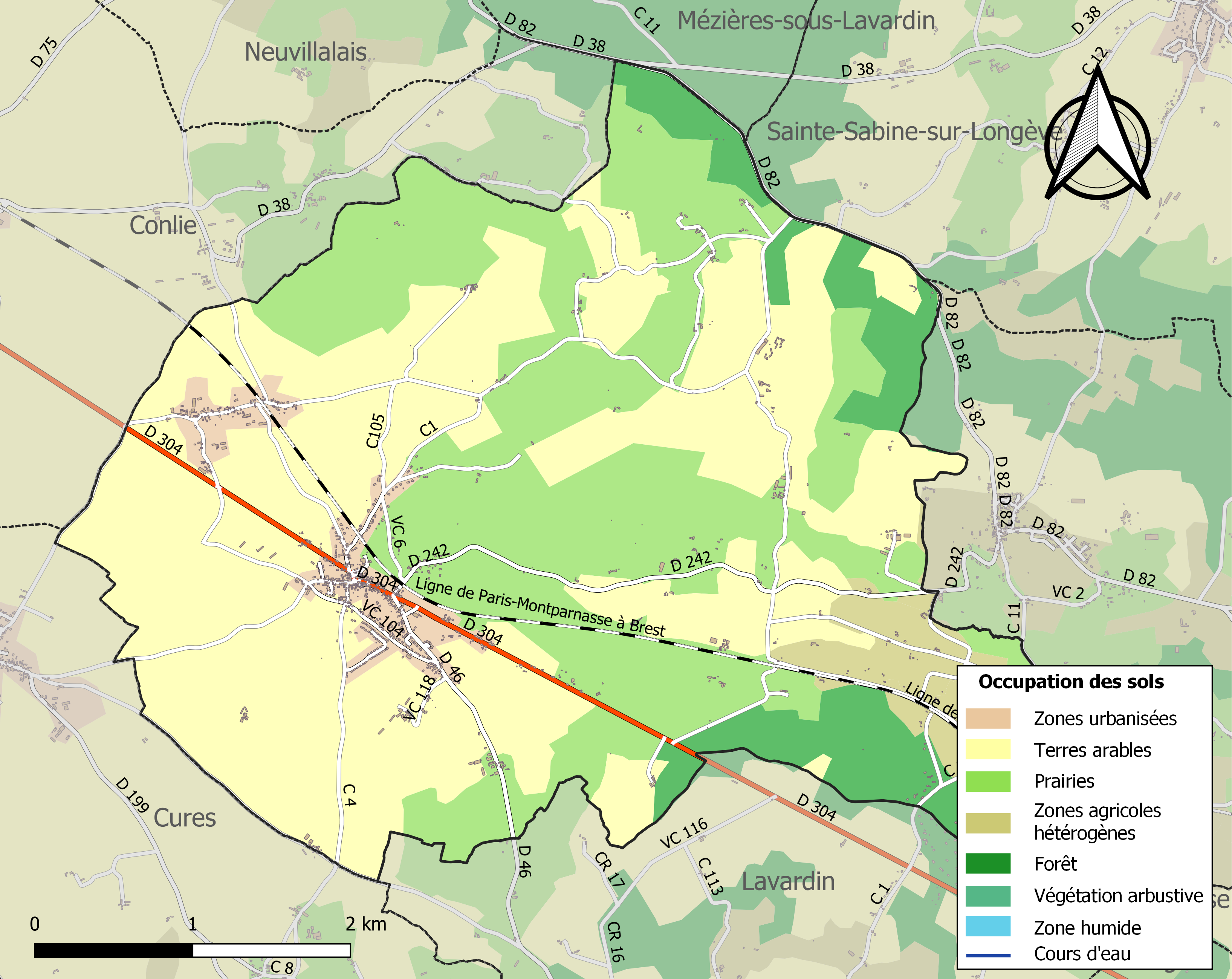
Carte des infrastructures et de l'occupation des sols de la commune en 2018 (CLC).

## Histoire
Domfront était sous l'influence de plusieurs seigneurs. Dans le cartulaire de l'abbaye de Beaulieu du Mans, on constate que des habitants de Domfront payent des impôts aux religieux de cette abbaye à la fin du XIVe siècle. Dès le XVe siècle, Domfront faisait aussi partie de la seigneurie de Tucé, puis du marquisat de Lavardin (Sarthe). Quant au hameau de l'Habit, il faisait partie du fief Gouas, tenu par les comtes de Tessé, de la famille de Froulay, qui deviendront marquis de Lavardin.

## Politique et administration
| Période                                  | Période   | Identité         | Étiquette | Qualité    |
| ---------------------------------------- | --------- | ---------------- | --------- | ---------- |
| juin 1995                                | mars 2001 | Pierre Bedouet   | SE        |            |
| mars 2001                                | En cours  | Patrice Guyomard | SE        | Professeur |
| Les données manquantes sont à compléter. |           |                  |           |            |

## Démographie
L'évolution du nombre d'habitants est connue à travers les recensements de la population effectués dans la commune depuis 1793. Pour les communes de moins de 10 000 habitants, une enquête de recensement portant sur toute la population est réalisée tous les cinq ans, les populations de référence des années intermédiaires étant quant à elles estimées par interpolation ou extrapolation. Pour la commune, le premier recensement exhaustif entrant dans le cadre du nouveau dispositif a été réalisé en 2008.
En 2022, la commune comptait 1 062 habitants, en évolution de +3,41 % par rapport à 2016 (Sarthe : −0,25 %, France hors Mayotte : +2,11 %).
| 1793  | 1800  | 1806  | 1821  | 1831  | 1836  | 1841  | 1846  | 1851  |
| ----- | ----- | ----- | ----- | ----- | ----- | ----- | ----- | ----- |
| 1 120 | 1 453 | 1 420 | 1 430 | 1 428 | 1 439 | 1 480 | 1 449 | 1 458 |

| 1856  | 1861  | 1866  | 1872  | 1876  | 1881  | 1886  | 1891  | 1896  |
| ----- | ----- | ----- | ----- | ----- | ----- | ----- | ----- | ----- |
| 1 470 | 1 417 | 1 372 | 1 297 | 1 247 | 1 147 | 1 107 | 1 072 | 1 067 |

| 1901  | 1906  | 1911  | 1921 | 1926 | 1931 | 1936 | 1946 | 1954 |
| ----- | ----- | ----- | ---- | ---- | ---- | ---- | ---- | ---- |
| 1 069 | 1 039 | 1 047 | 928  | 897  | 854  | 861  | 937  | 847  |

| 1962 | 1968 | 1975 | 1982 | 1990 | 1999 | 2006 | 2008 | 2013  |
| ---- | ---- | ---- | ---- | ---- | ---- | ---- | ---- | ----- |
| 813  | 753  | 666  | 720  | 850  | 936  | 964  | 972  | 1 017 |

| 2018  | 2022  | - | - | - | - | - | - | - |
| ----- | ----- | - | - | - | - | - | - | - |
| 1 041 | 1 062 | - | - | - | - | - | - | - |

## Économie
- 20 exploitations agricoles.
- 1 boulangerie
- 1 bar-tabac journaux
- 2 garages
- 1 station service
- 1 carrossier peintre
- 1 charpentier couvreur
- 1 maçon
- 2 menuisiers
- 1 serrurier cordonnier ambulant
- 1 coiffeur
- 1 plombier chauffagiste
- 1 fleuriste

## Lieux et monuments

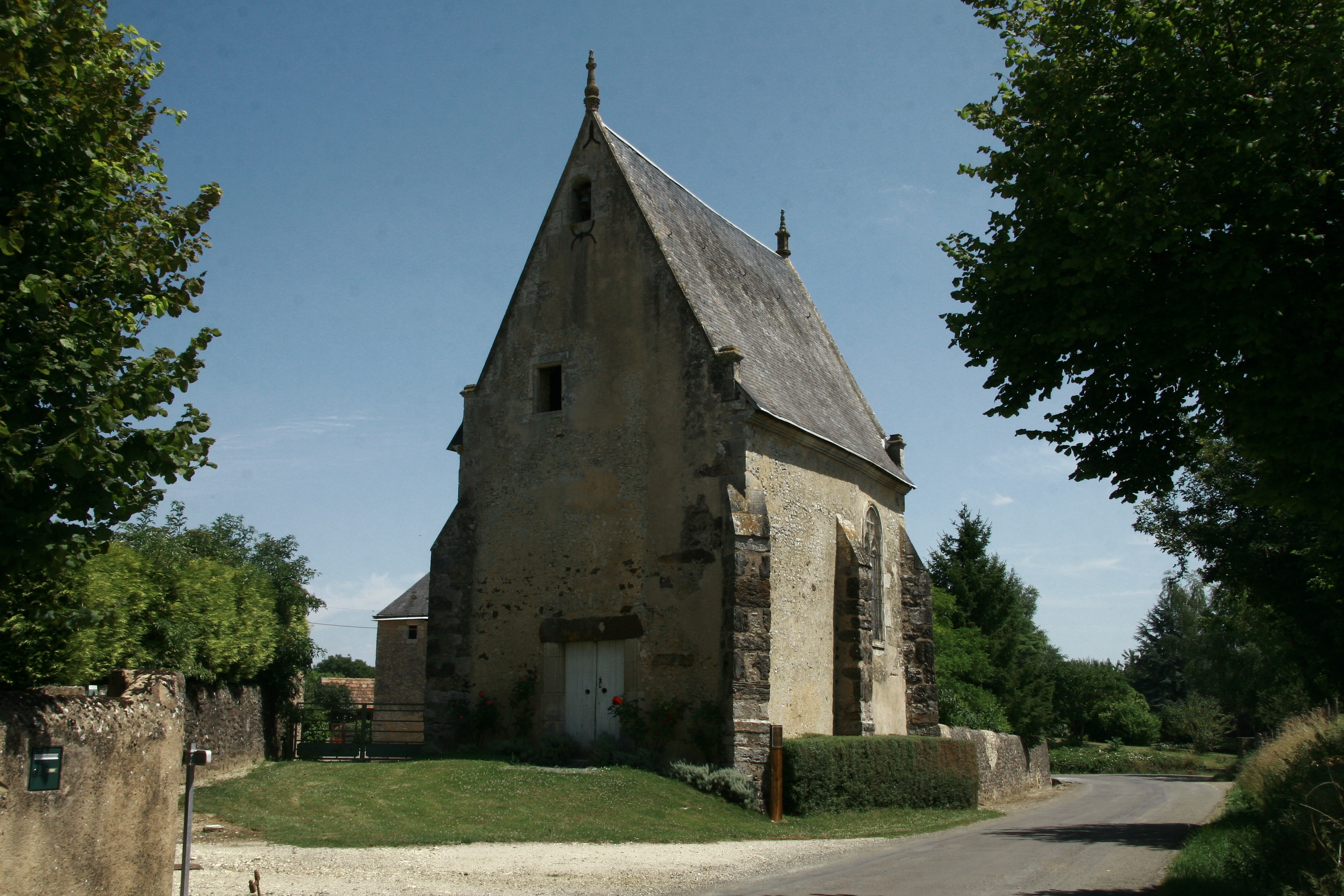
La chapelle Notre-Dame de l'Habit.

- Chapelle Notre-Dame de l'Habit, du XVe siècle, inscrite au titre des Monuments historiques depuis 1972[18].
- Église Saint-Front, du XIIIe siècle, inscrite au titre des Monuments historiques depuis 1939[19].
- Manoir de l'Habit, du XVIe siècle, inscrit au titre des Monuments historiques depuis 1944[20].
- Presbytère, du XVIIIe siècle, partiellement classé au titre des Monuments historiques depuis 1992[21] pour ses décors intérieurs.
- Manoir de Valaubrun, du XVe siècle.
- Château de la Bretonnière.
- Le camp de César.
- Forêt de Lavardin.